# Diammoniumperoxodisulfaat
Ammoniumpersulfaat of eigenlijk diammoniumperoxodisulfaat is een anorganische verbinding met als brutoformule {\displaystyle {\ce {H8N2O8S2}}}, de gebruikelijke formulenotatie is: {\displaystyle {\ce {(NH4)2S2O8}}}. Ze bestaat uit kleurloze tot witte kristallen of een wit poeder. De oplossing in water is een matig sterk zuur.

## Toepassingen
De stof wordt gebruikt als broodverbeteraar, als oxidator en als etsmiddel voor printplaten. 
{\displaystyle {\ce {(NH4)2S2O8 + Cu -> CuSO4 + (NH4)2SO4}}}
In combinatie met zwavelzuur wordt ammoniumpersulfaat aangewend als reinigingsmiddel voor laboratoriumglaswerk en als initiator van radicaalreacties.

## Toxicologie en veiligheid
De stof is een sterke oxidator en reageert met brandbare en reducerende stoffen. De stof ontleedt bij verhitting met vorming van giftige en bijtende dampen, waaronder ammoniak, stikstofoxiden en zwaveloxiden. Een oplossing van ammoniumpersulfaat reageert hevig met ijzer, aluminiumpoeder en zilverzouten.